# جیمز ای. مک‌کلور
جیمز ای. مک‌کلور (به انگلیسی: James A. McClure) سناتور سابق عضو حزب جمهوری‌خواه ایالات متحده آمریکا بود. وی در سال ۱۹۷۳ تا ۱۹۹۱ میلادی سناتور ایالت آیداهو در سنای ایالات متحده آمریکا بود.